# El hombre de papel
Pour plus de détails, voir Fiche technique et Distribution.
El hombre de papel est un film mexicain réalisé par Ismael Rodríguez, sorti en 1963.

## Fiche technique
- Titre : El hombre de papel
- Réalisation : Ismael Rodríguez
- Scénario : Ismael Rodríguez et Luis Spota (en)
- Photographie : Gabriel Figueroa
- Montage : Jorge Bustos
- Musique : Raúl Lavista
- Pays d'origine : Mexique
- Format : Noir et blanc - 1,85:1
- Genre : drame
- Durée : 110 minutes
- Date de sortie : 1963

## Distribution
- Ignacio López Tarso : Adán
- Alida Valli : L'italienne
- José Ángel Espinoza (en) : Torcuato
- Luis Aguilar : Ventriloque
- Dolores Camarillo (en) : Gestionnaire de dépôt de papier
- Carlos Ancira (en) : Commissaire
- Susana Cabrera (es) : La Gorda
- Alicia del Lago (es) : María
- Guillermo Orea (es) : Tendero
- Pedro de Urdimalas (es) : policier au commissariat
- Rita Macedo : Victoria, la femme de Torcuato
- Columba Domínguez : la directrice de la maison
- Fannie Kauffman : Prostituée
- David Silva : Inspecteur de police
- Noé Murayama (en)
- Julio Aldama (es)
- Dacia González (es)
- Julio Alemán
- Pedro Vargas
- Lola Beltrán (voix)